# Saint-Charles-Borromée
Saint-Charles-Borromée è un comune del Canada, situato nella provincia del Québec, nella regione di Lanaudière.